# Saint-Chéron (Marne)
Saint-Chéron ist eine französische Gemeinde im Département Marne in der Region Grand Est. Sie hat eine Fläche von 9,13 km² und 63 Einwohner (2022).

## Geografie
Die Gemeinde Saint-Chéron liegt elf Kilometer südlich der Stadt Vitry-le-François und elf Kilometer nordwestlich des größten französischen Stausees Lac du Der-Chantecoq. In Saint-Chéron entspringt die Charonne, ein Nebenfluss der Guenelle.

## Weblinks

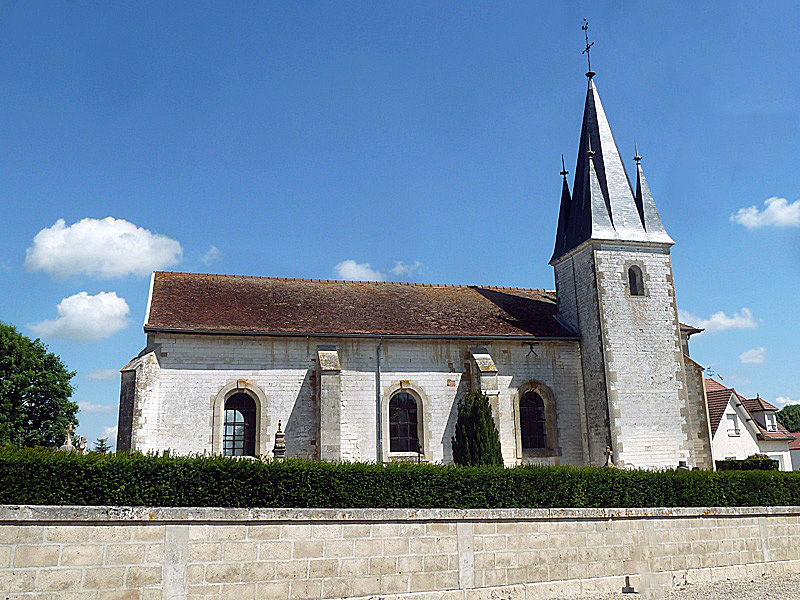
Kirche St-Chéron

## Bevölkerungsentwicklung
| Jahr                       | 1962 | 1968 | 1975 | 1982 | 1990 | 1999 | 2005 | 2010 | 2018 |
| -------------------------- | ---- | ---- | ---- | ---- | ---- | ---- | ---- | ---- | ---- |
| Einwohner                  | 84   | 98   | 91   | 98   | 84   | 80   | 78   | 76   | 60   |
| Quellen: Cassini und INSEE |      |      |      |      |      |      |      |      |      |